# Remezcla (empresa)
Remezcla, LLC es una empresa de medios latinoamericanos con sede en los Estados Unidos que presta servicios al mercado milénico.

## Historia
La marca fue fundada por Claire Frisbie, Andrew Herrera y Nuria Net en 2006, no tenía financiación externa; recibió financiación externa por primera vez en 2017, del Grupo de Medios del Hemisferio, que se utilizó para expandir agresivamente su producción de contenido de vídeo. Es operado por miembros de su propia demografía, jóvenes latinos. Su editor en jefe es Andrea Gompf, quien se encontró con la marca como una revista cuando surgió en 2008. 
En 2018, Gompf dijo que se enamoró de su voz fresca y perspectiva inmediatamente, ya que fue la primera publicación que sintió que la representaba como una latina nacida en Estados Unidos. Luego en su correo electrónico, la compañía pidió un trabajo cuando todavía era un boletín de recomendaciones y un blog de cultura.
Lanzó un sitio web renovado en 2014 y se trasladó a una sede a tiempo completo en Bushwick, Brooklyn con 35 empleados en 2016.
En 2019 ganó el premio Al Mejor Video Social: Comida y Bebida en los Premios Webby, por Chino Latinos Explain Chino-Latino Food, y se asoció con Infiniti para crear una serie de eventos culturales, incluyendo la publicidad de comida callejera y arte. También amplió su influencia en 2019, siendo una de las empresas invitadas por The Black List para crear The Latinx List, con un objetivo de mejorar la representación latina en Hollywood. La editora de cine y televisión Vanessa Erazo dijo que espera destacar a los guionistas que crearán oportunidades para que el talento latino prospere frente a la cámara y detrás de ella.